# Дора 2022.
Хрватска радиотелевизија (ХРТ) организовала је Дору 2022. како би одабрла свог представника на Песми Евровизије 2022. Такмичење се састојало од 14 песама које су се такмичиле 19. фебруара 2022. у Хали Маринко Цветковић у Опатији.

#### Такмичарске песме
Песме су могле да се шаљу од 27. октобра 2021. до 25. новембра 2021. Рок је при крају истека померен за 12. децембар 2021. ХРТ је добио 184 валидне пријаве.
Следеће песме су изабране за такмичење:
| Извођач                    | Песма                     | Композитори и текстописци                                                                     |
| -------------------------- | ------------------------- | --------------------------------------------------------------------------------------------- |
| Бернарда                   |                           | Бернарда Бруновић, Адриана Пупавац, Андреас Бјоркман, Карл Персон, Џонас Екдал, Ејдан О Конор |
| Елис Ловрић                |                           | Ентони Кукљан, Елис Ловрић, Санди Братоња                                                     |
| Ела Орешковић              |                           | Синиша Рељић                                                                                  |
| Ерик Видовић               |                           | Ерик Видовић, Филип Видовић, Горан Драгић                                                     |
| Зденка Ковачичек           | „Stay on the Bright Side" | Ади Караш, Елвис Сршен НоА, Звонимир Бајевић, Јурица Хотко                                    |
| Марко Бошњак               |                           | Влахо Арбулић, Миховил Шоштаршић                                                              |
| Миа Димшић                 |                           | Миа Димшић, Вјекослав Димитер, Дамир Бачић, Анте Гело                                         |
| Миа Неговетић              |                           | Андреас Стоун Џохенсен, Denniz Jamm, Лаурел Баркер, Миа Неговетић                             |
| Мила Елеговић              |                           | Бруно Крајцар                                                                                 |
| Роко Вушковић              |                           | Предраг Мартињак, Роко Вушковић, Јан Шињор Цветковић                                          |
| Тиа                        |                           | Влахо Арбулић, Миховил Шоштарић                                                               |
| Тина Вуков                 |                           | Рејхан Окановић, Томислав Гојановић, Јосипа Вујевић                                           |
| Тома                       |                           | Адриана Пупавац, Андреас Бјоркман, Ејдан О Конор, Томислав Марић, Семјуел Ранстин             |
| Џеса                       |                           | Силвио Пасарић, Џесика Атлић-Меколган                                                         |
| Резерве                    |                           |                                                                                               |
| Карло Вудрић               |                           | Карло Вудрић, Хрвоје Домазет                                                                  |
| Влатка Бурић Дујмовић Вјан |                           | Рони Свендсон, Ен Џудит Стоке Вик, Нермин Харамбашић                                          |
| Тотални Оптимизам          |                           | Марко Михаљевић, Марио Михаљевић, Нил Патрик О Хаган                                          |
| Стела Сколаја              |                           | Стела Сколаја                                                                                 |

## Финале
Финале је одржано 19. фебруара 2022. у хали Маринко Цветковић у Опатији. Редослед наступа је откривен 10. јануара 2022. Победник је одлучен гласањем жирија и публике у размери 50/50. Публика је гласала путем позива и СМС-а. Нпр, ако би песма добила 10% гласова, било би јој додељено 10% од 580 поена заокружених на најближи цео број: 58 поена. Изједначени резултати су ломљени у корист публике. Франка Бателић и Албина су наступиле у паузи.
| Р. бр. | Извођач(и)       | Песма | Жири | Телегласање | Телегласање | Телегласање | Телегласање | Поени | Пласман |
| Р. бр. | Извођач(и)       | Песма | Жири | Позиви      | СМС         | Укупно      | Поени       | Поени | Пласман |
| ------ | ---------------- | ----- | ---- | ----------- | ----------- | ----------- | ----------- | ----- | ------- |
| 1.     | Мила Елеговић    |       | 3    | 1145        | 246         | 1391        | 12          | 15    | 14.     |
| 2.     | Миа Неговетић    |       | 81   | 5278        | 2226        | 7504        | 60          | 141   | 3.      |
| 3.     | Марко Бошњак     |       | 71   | 7161        | 6342        | 13503       | 108         | 179   | 2.      |
| 4.     | Џеса             |       | 8    | 794         | 332         | 1126        | 9           | 17    | 12.     |
| 5.     | Зденка Ковачичек |       | 31   | 1691        | 812         | 2503        | 20          | 51    | 9.      |
| 6.     | Тина Вуков       |       | 33   | 2130        | 726         | 2856        | 23          | 56    | 8.      |
| 7.     | Роко Вушковић    |       | 8    | 717         | 356         | 1073        | 9           | 17    | 13.     |
| 8.     | Бернарда         |       | 64   | 3710        | 2201        | 5911        | 47          | 111   | 4.      |
| 9.     | Ерик Видовић     |       | 59   | 3610        | 1797        | 5407        | 43          | 102   | 5.      |
| 10.    | Тома             |       | 43   | 1856        | 1203        | 3059        | 25          | 68    | 7.      |
| 11.    | Елис Ловрић      |       | 64   | 2350        | 1382        | 3732        | 30          | 94    | 6.      |
| 12.    | Ела Орешковић    |       | 11   | 1456        | 643         | 2109        | 17          | 28    | 10.     |
| 13.    | Тиа              |       | 13   | 832         | 525         | 1357        | 11          | 24    | 11.     |
| 14.    | Миа Димшић       |       | 91   | 13388       | 7271        | 20659       | 166         | 257   | 1.      |

| Детаљни гласови регионалних жирија | Детаљни гласови регионалних жирија | Детаљни гласови регионалних жирија | Детаљни гласови регионалних жирија | Детаљни гласови регионалних жирија | Детаљни гласови регионалних жирија | Детаљни гласови регионалних жирија | Детаљни гласови регионалних жирија | Детаљни гласови регионалних жирија | Детаљни гласови регионалних жирија | Детаљни гласови регионалних жирија | Детаљни гласови регионалних жирија | Детаљни гласови регионалних жирија | Детаљни гласови регионалних жирија |
| Р. бр.                             | Извођач(i)                         | Песма                              | Ријека                             | Пула                               | Осијек                             | Чаковец и Вараждин                 | Сплит                              | Вуковар                            | Книн и Шибеник                     | Задар                              | Дубровник                          | Загреб                             | Укупно                             |
| ---------------------------------- | ---------------------------------- | ---------------------------------- | ---------------------------------- | ---------------------------------- | ---------------------------------- | ---------------------------------- | ---------------------------------- | ---------------------------------- | ---------------------------------- | ---------------------------------- | ---------------------------------- | ---------------------------------- | ---------------------------------- |
| 1.                                 | Мила Елеговић                      |                                    |                                    | 1                                  |                                    |                                    |                                    |                                    |                                    |                                    |                                    | 2                                  | 3                                  |
| 2.                                 | Миа Неговетић                      |                                    | 7                                  | 6                                  | 6                                  | 5                                  | 10                                 | 10                                 | 12                                 | 12                                 | 7                                  | 6                                  | 81                                 |
| 3.                                 | Марко Бошњак                       |                                    | 2                                  | 4                                  | 8                                  | 7                                  | 12                                 | 12                                 | 8                                  | 2                                  | 6                                  | 10                                 | 71                                 |
| 4.                                 | Џеса                               |                                    |                                    | 2                                  |                                    |                                    | 3                                  |                                    |                                    | 3                                  |                                    |                                    | 8                                  |
| 5.                                 | Зденка Ковачичек                   |                                    | 3                                  | 5                                  | 2                                  | 4                                  |                                    | 3                                  | 4                                  | 5                                  | 5                                  |                                    | 31                                 |
| 6.                                 | Тина Вуков                         |                                    | 6                                  | 3                                  | 7                                  |                                    | 1                                  | 1                                  | 5                                  | 1                                  | 4                                  | 5                                  | 33                                 |
| 7.                                 | Роко Вушковић                      |                                    |                                    |                                    |                                    |                                    |                                    | 5                                  | 1                                  |                                    | 2                                  |                                    | 8                                  |
| 8.                                 | Бернарда                           |                                    | 12                                 | 7                                  | 1                                  | 6                                  | 7                                  | 6                                  | 7                                  | 8                                  | 3                                  | 7                                  | 64                                 |
| 9.                                 | Ерик Видовић                       |                                    | 10                                 | 12                                 |                                    | 3                                  | 6                                  | 4                                  | 3                                  | 6                                  | 12                                 | 3                                  | 59                                 |
| 10.                                | Тома                               |                                    | 4                                  |                                    | 4                                  | 8                                  | 4                                  | 7                                  |                                    | 4                                  |                                    | 12                                 | 43                                 |
| 11.                                | Елис Ловрић                        |                                    | 5                                  | 8                                  | 10                                 | 10                                 | 2                                  | 2                                  | 6                                  | 10                                 | 10                                 | 1                                  | 64                                 |
| 12.                                | Елла Орешковић                     |                                    | 1                                  |                                    | 3                                  | 2                                  | 5                                  |                                    |                                    |                                    |                                    |                                    | 11                                 |
| 13.                                | Тиа                                |                                    |                                    |                                    | 5                                  | 1                                  |                                    |                                    | 2                                  |                                    | 1                                  | 4                                  | 13                                 |
| 14.                                | Миа Димшић                         |                                    | 8                                  | 10                                 | 12                                 | 12                                 | 8                                  | 8                                  | 10                                 | 7                                  | 8                                  | 8                                  | 91                                 |

| Чланови Жирија     | Чланови Жирија |
| ------------------ | --- |
| Загреб             | - Жељко Барба — ХРТ - Ника Турковић – ХДК - Емилија Кокић – ХМУ - Željko Barba, urednik Glazbenih sadržaja HR - Emilija Kokić, pjevačica, HGU - Nika Turković, pjevačica i skladateljica HDS |
| Вуковар            | - Петар Барић – ХРТ - Горан Драгаш – ХДК - Доминик Блажевац – ХМУ |
| Вараждин & Чаковец | - Данијела Братић-Херцег – ХРТ - Санди Ценов – ХДК - Бојан Јамброшић – ХМУ |
| Ријека             | - Алберт Петровић – ХРТ - Иван Попескић – ХДК - Иван Пешут – ХМУ |
| Пула               | - Серђо Валић – HRT - Марко матијевић Секул – ХДК - Габријела Галант Јеленић – ХМУ |
| Осијек             | - Марина Бан – ХРТ - Марио Вестић – ХДК - Горан Бошковић – ХМУ |
| Задар              | - Тони Дунатов – ХРТ - Вјекослав Шуљић – ХДК - Јуре Бркљача – ХМУ |
| Книн & Шибеник     | - Ненад Тисај – ХРТ - Бранимир Бубица – ХДК - Ивана Ловрић – ХМУ |
| Сплит              | - Желимир Шкарпона – ХРТ - Лука Мрдуљаш – ХДК - Лео Шкаро – ХМУ |
| Дубровник          | - Миливој Краваровић – ХРТ - Дамир Бутиган – ХДК - Маја Гргић – ХМУ |